# Франко Фабріці
Фра́нко Фабрі́ці (італ. Franco Fabrizi; нар. 15 лютого 1915, Кортемаджоре, П'яченца, Італія — пом. 18 жовтня 1995, та же) — італійський актор.

## Життєпис та кар'єра
Франко Фабріці народився 15 лютого 1915, в місті Кортемаджоре, Італія. Його батько був перукарем, мати касиркою в кінотеатрі. Акторську кар'єру починав у популярних в Італії фотороманах (італ. fotoromanzo), а також як театральний актор. Зніматися в кіно почав з 1950 року, зігравши другорядну роль у фільмі Мікеланджело Антоніоні «Хроніка одного кохання». Перша велика кінороль Фабріці — одна з центральних ролей у фільмі Федеріко Фелліні «Мамині синочки» (1953). У стрічці актор створив образ провінційного юнака Фаусто, лінивого, цинічного, але що зберіг доброту та порядність. Надалі Фабріці, хоча й нечасто грав головні ролі, але за свою акторську кар'єру знявся майже у 130 фільмах. Грав ролі у фільмах таких видатних кінорежисерів, як Лукіно Вісконті, Діно Різі, Луїс Гарсія Берланга, Марко Феррері, П'єтро Джермі, Луїджі Дзампа та ін.
Фабріці з успіхом грав у розважальному кіно, де експлуатував образ привабливого серцеїда та зазвичай грав «середнього» північного італійця, егоїстичного, внутрішньо спустошеного дрібного буржуа; іноді наділяв своїх героїв комедійними рисами — у фільмах «Норкове манто» (1956), «Чоловіки в місті» (1957), «Літні оповідання» (1959).
У 1986 році Фабріці зіграв роль ведучого телешоу у фільмі Федеріко Фелліні «Джинджер і Фред», за яку був номінований на здобуття французької національної кінопремії Давид ді Донателло в категорії «найкращий актор другого плану».
Франко Фабріці помер від раку 18 жовтня 1995 року в Кортемаджоре в Італії у віці 79 років.

## Фільмографія
| Рік       |   | Українська назва                             | Оригінальна назва                          | Роль                                               |
| --------- | - | -------------------------------------------- | ------------------------------------------ | -------------------------------------------------- |
| 1950      | ф | Хроніка одного кохання                       | Cronaca di un amore                        | ведучий показу моди                                |
| 1952      | ф | Легенда Женев'єви                            | La leggenda di Genoveffa                   |                                                    |
| 1952      | ф | Дівчата на відданні                          | Ragazze da marito                          | Клаудіо Фортіс                                     |
| 1953      | ф | Повернися!                                   | Torna!                                     | Джакомо Маріні                                     |
| 1953      | ф | Вихор                                        | Vortice                                    | Віаджані                                           |
| 1953      | ф | Мамині синочки                               | I vitelloni                                | Фаусто Моретті                                     |
| 1954      | ф | Вічна пісня любові                           | Nel gorgo del peccato                      | Філіппо                                            |
| 1954      | ф | Раба гріха                                   | La Schiava del peccato                     | Карло                                              |
| 1954      | ф | Римлянка                                     | La romana                                  | Джино                                              |
| 1954      | ф | Люди-торпеди                                 | Siluri umani                               | Антоніо                                            |
| 1954      | ф | Прощавайте, мої милі пані!                   | Addio, mia bella signora!                  | Марко                                              |
| 1955      | ф | Вир                                          | Vortice                                    | В'яджані                                           |
| 1955      | ф | Шахраї                                       | Il Bidone                                  | Роберто                                            |
| 1955      | ф | Подруги                                      | Le Amiche                                  | Чезаре Редоні, архітектор                          |
| 1955      | ф | Римські оповідання                           | Racconti romani                            | Альваро Латіні                                     |
| 1956      | ф | Жінка — сенсація дня                         | La Donna del giorno                        | Альдо                                              |
| 1956      | ф | Калабуч                                      | Calabuch                                   | Лангоста, контрабандист                            |
| 1956      | ф | Камілла                                      | Camilla                                    | Джанні                                             |
| 1956      | ф | Норкове манто                                | Una pelliccia di visone                    | Франчіпане                                         |
| 1956      | ф | Бувай, молодь!                               | Noi siamo le colonne                       | Альдо                                              |
| 1957      | ф | Кожен може мене вбити                        | Tous peuvent me tuer                       | Карл Герман                                        |
| 1957      | ф | Чоловіки в місті                             | Mariti in città                            | Альберто                                           |
| 1957      | ф | Ніколи не знаєш                              | Sait-on jamais...                          | Бусетті                                            |
| 1957      | ф | Ночі Кабірії                                 | Le Notti di Cabiria                        | епізод (в титрах відсутній)                        |
| 1958      | ф | Літні оповідання                             | Racconti d'estate                          | Сандро Моранді                                     |
| 1958      | ф | Небезпечні дружини                           | Mogli pericolose                           | Бруно                                              |
| 1958      | ф | Прощавай назавжди!                           | Addio per sempre                           | Майк                                               |
| 1958      | ф | Трійця                                       | Le dritte                                  | Амлето Бертіні                                     |
| 1958      | ф | Навіть пекло тремтить                        | Anche l'inferno trema                      |                                                    |
| 1959      | ф | Мораліст                                     | Il Moralista                               | Джованні                                           |
| 1959      | ф | Ночі Лукреції Борджіа                        | Le Notti di Lucrezia Borgia                | Чезаре Борджіа                                     |
| 1959      | ф | Проклята плутанина                           | Un maledetto imbroglio                     | Массімо Вальдарена                                 |
| 1959      | ф | Свідок у місті                               | Un témoin dans la ville                    | Ламберт, нічний радіо-таксист                      |
| 1959      | ф | Сюрпризи кохання                             | Le Sorprese dell'amore                     | Баттіста                                           |
| 1959      | ф | Лазуровий берег                              | Costa Azzurra                              | Нікола Феррара                                     |
| 1959      | ф | Операція «Чорна Капела»                      | Geheimaktion schwarze Kapelle              | Граф Россі                                         |
| 1960      | ф | Батьки у блакитних джинсах                   | I genitori in Blue-Jeans                   | Джанні                                             |
| 1960      | ф | Вулиця Маргутта                              | Via Margutta                               | Джозуе                                             |
| 1961      | ф | Дуель чемпіонів                              | Orazi e curiazi                            | Куріацо                                            |
| 1961      | ф | Журналіст з Риму                             | Una Vita difficile                         | Франко Сімоніні                                    |
| 1961      | ф | Нікчема                                      | Il Relitto                                 | Руді Веронезе                                      |
| 1961      | ф | Колодязь трьох істин                         | Le puits aux trois vérités                 | Філіппе Ґірбуа                                     |
| 1961      | ф | Горації і Куріації                           | Orazi e Curiazi                            | Курацій                                            |
| 1961      | ф | Важке життя                                  | Una vita difficile                         | Франко Сімоніні                                    |
| 1962      | ф | Найкоротший день                             | Il Giorno più corto                        | поранений                                          |
| 1962      | ф | Чотири ночі в Альбі                          | Quattro notti con Alba                     | лейтенант Цеккіні                                  |
| 1963      | ф | Звичайні грабіжники в Мілані                 | I soliti rapinatori a Milano               | Франко                                             |
| 1963      | ф | Ураган на Цейлоні                            | Das Todesauge von Ceylon                   | Мануель да Коста                                   |
| 1963      | ф | Шпигунське гніздо в Касабланці               | Noches de Casablanca                       | Макс фон Штауффен                                  |
| 1963      | ф | Депутати                                     | Gli onorevoli                              | Роберто Чіччонетті                                 |
| 1963      | ф | Інша жінка красивіша                         | La donna degli altri è sempre più bella    | Паоло (новела «Рятувальник коханець»)              |
| 1963      | ф | Командир                                     | Il comandante                              | Сандркллі                                          |
| 1964      | ф | Диваки                                       | I maniaci                                  | Стіпа, нахабний співробітник (новела «Спортсмен»)  |
| 1965      | ф | Питання честі                                | Una Questione d'onore                      | Еджідіо Порчу                                      |
| 1965      | ф | Пані та панове                               | Signore & signori                          | Ліно Бебедетті                                     |
| 1965      | ф | Комплекси                                    | I Complessi                                | Франческо Мартелло (новела «Guglielmo il Dentone») |
| 1965      | ф | Я її добре знав                              | Io la conoscevo bene                       | Паганеллі                                          |
| 1966      | ф | Листоноша йде на війну                       | Le facteur s'en va-t-en guerre             | Рітоні                                             |
| 1968      | ф | Маленький купальщик                          | Le Petit baigneur                          | Марчелло Каччапотті                                |
| 1968      | ф | Мільйони Мадігана                            | Un dollaro per 7 vigliacchi                | Каронда                                            |
| 1968      | ф | Ніжні синьйори                               | Le Dolci signore                           | Сандро, коханець Луїзи                             |
| 1968      | ф | Так, синьйор                                 | Sissignore                                 | водій                                              |
| 1969      | ф | Сатирикон                                    | Satyricon                                  | Асчільто                                           |
| 1970      | ф | Журавель в небі                              | La torta in cielo                          |                                                    |
| 1970      | ф | Каштани смачні                               | Le Castagne Sono Buone                     | Бернарді                                           |
| 1970      | ф | Людина-оркестр                               | L'Homme orchestre                          | Франко, наречений Франсуази                        |
| 1971      | ф | Смерть у Венеції                             | Morte a Venezia                            | перукар                                            |
| 1971      | ф | Хороший Рим                                  | Roma bene                                  | Ніно Раппі                                         |
| 1972      | ф | Завдяки поліції                              | La Polizia ringrazia                       | Франческо Беттаріні                                |
| 1972      | ф | Зловживання владою                           | Abuso di potere                            | комісар Реста                                      |
| 1972      | ф | Полювання на людину                          | La mala ordina                             | Мороні                                             |
| 1973      | ф | Синьйора в стані примусу                     | La signora è stata violentata              | фотограф                                           |
| 1973      | ф | Кинь якір перед новим поворотом              | Ancora una volta prima di lasciarci        | Марко                                              |
| 1974      | ф | Не чіпайте білу жінку!                       | Touche pas à la femme blanche              | Том                                                |
| 1974      | ф | Поліція просить допомоги                     | La Polizia chiede aiuto                    | Бруно Паджілія, фотограф                           |
| 1974      | ф | Сеньйора, дозвольте мені стати вашою донькою | Permettete, signora, che ami vostra figlia | Франко де Роза                                     |
| 1974      | ф | Генерал спить стоячи                         | Il generale dorme in piedi                 | полковник Белтрамі                                 |
| 1975      | ф | Агресія                                      | L'Agression                                | Сауґе                                              |
| 1975      | ф | Поліція збентежена                           | La Polizia ha le mani legate               | Луїджі Бальзамо                                    |
| 1975      | ф | Убивства в нічному потягу                    | L'Ultimo treno della notte                 | збочений пасажир поїзда                            |
| 1975      | ф | Шановні люди                                 | Gente di rispetto                          | лікар Сангудольче                                  |
| 1978      | ф | Швейцарська справа                           | L'affaire Suisse                           | Пошетті                                            |
| 1980      | ф | Мотор!                                       | Action                                     | продюсер                                           |
| 1984      | ф | Чималий скандал                              | Uno scandalo perbene                       | граф Ґвар’єнті                                     |
| 1985      | ф | Джинджер і Фред                              | Ginger e Fred                              | ведучий телешоу                                    |
| 1985      | с | Муссоліні і я                                | Io e il Duce                               | Наварра                                            |
| 1986      | ф | Універмаги                                   | Grandi magazzini                           | Дзамбуті                                           |
| 1988      | ф | Чортеня                                      | Il Piccolo diavolo                         | священик                                           |
| 1991—1996 | с | Юнаки біля стіни                             | I ragazzi del muretto                      | Манріко                                            |
| 1992      | ф | Ріккі і Барабба                              | Ricky e Barabba                            | Салветті                                           |

## Визнання
| Нагороди та номінації Франко Фабріці              | Нагороди та номінації Франко Фабріці                   | Нагороди та номінації Франко Фабріці | Нагороди та номінації Франко Фабріці |
| Рік                                               | Категорія                                              | Фільм                                | Результат                            |
| ------------------------------------------------- | ------------------------------------------------------ | ------------------------------------ | ------------------------------------ |
| Премія Давид ді Донателло                         |                                                        |                                      |                                      |
| 1986                                              | Найкращий актор другого плану                          | Джинджер і Фред                      | Номінація                            |
| Італійський національний синдикат кіножурналістів |                                                        |                                      |                                      |
| 1986                                              | Срібна стрічка за найкращу чоловічу роль другого плану | Джинджер і Фред                      | Номінація                            |
| Премія «Золотий Чак»                              |                                                        |                                      |                                      |
| 1986                                              | Найкращий актор другого плану                          | Джинджер і Фред                      | Перемога                             |